# 더 플랫폼
《더 플랫폼》(스페인어: El Hoyo)은 2019년 공개된 스페인의 SF, 스릴러 영화이다.

## 출연

### 주연
- 이반 마사구에 : 고렝 역

### 조연
- 조리온 에귈레오 : 트리마가시 역
- 안토니아 산 후안 : 이모구리 역
- 에밀리오 부알레 : 바하랏 역
- 알렉산드라 마상카이 : 미히루 역
- 지하라 랴나 : 말리 역

## 수입사
- (주)더쿱

## 수상 목록
- 제44회 토론토국제영화제 (2019년) 미드나잇 매드니스 관객상 (수상) 갈데르 가스텔루 우루티아
- 제52회 시체스영화제 (2019년) 시민 케인상 주목받는 감독,오피셜 판타스틱 최우수관객상, 작품상 (수상) 갈데르 가스텔루-우루티아, 오피셜 판타스틱 특수효과상 (수상) Inaki Madariaga
- 제34회 고야상 (2020년) 특수효과상 (수상) 마리오 캄포이 외 1명

## 같이 보기
- 구덩이와 진자